# 真鲂
真鲂（学名：Eumegistus illustris），又名真烏魴，为乌鲂科真烏魴屬的鱼类。分布于日本、新几内亚和挪威以及中国东海等海域。该物种的模式产地在檀香山。